# Police aux frontières moldave
La police aux frontières moldave est le service de garde-frontière paramilitaire officiel de la république de Moldavie. Il s'agit actuellement d'un département du ministère de l'Intérieur et exerce ses pouvoirs et sa politique en accord avec le ministère. L'agence est fondée à l'origine sous le nom de troupes de garde-frontières, puis de service de garde-frontières des forces armées moldaves.
Il restera une branche militaire jusqu'à une réforme gouvernementale de 2012, le plaçant sous le contrôle du ministère de l'Intérieur. La Journée de la police des frontières est célébrée chaque année le 10 juin.

## Historique
Après la chute de l'Union soviétique, le premier président nouvellement élu de la Moldavie, Mircea Snegur, fonde la police des frontières le 3 septembre 1991. L'administration des troupes frontalières est confiée au ministère de la Sécurité nationale de la Moldavie sous la subordination de toute la sous-unité des anciennes troupes frontalières soviétiques déployées sur le territoire moldave. Le 11 janvier 1992, le colonel Vasile Calmoi est nommé premier commandant des troupes frontalières.
Conformément à un décret gouvernemental signé le 15 juin 1992, les troupes frontalières moldaves deviennent une branche officielle distincte des forces armées, avec la loi « Sur la frontière d'État de la République de Moldova », entrée en vigueur en novembre 1994. La journée des gardes-frontières est célébrée pour la première fois en Moldavie le 27 mai 1995 en tant que fête professionnelle des troupes de garde-frontières de Moldavie, avant d'être célébrée chaque année le 10 juin, qui marque le jour où le président Snegur a remis le drapeau des troupes frontalières au promu, le général de brigade Calmoi. En décembre 1999, les gardes-frontières moldaves sont réorganisés en Département des troupes de garde-frontières de la république de Moldova et sont retirés du ministère de la Sécurité nationale un mois et demi plus tard.
Le 1er décembre 2005, la mission d'assistance aux frontières de l'Union européenne en république de Moldavie et en Ukraine (EUBAM) est lancée et le 13 juillet 2006, le bureau territorial de l'EUBAM en Moldavie et en Ukraine est ouvert par le service des gardes-frontières. Le 10 janvier 2007, le service des frontières créé le Collège national de la police des frontières à Chișinău.
Le 1er juillet 2012, le premier ministre Vlad Filat signe une loi qui fera passer le service des frontières des forces armées au ministère de l'Intérieur.

## Responsabilités
Dans le domaine de la gestion des frontières, l'objectif principal de la police des frontières est de lutter contre l'immigration clandestine et la criminalité transfrontalière. Pour remplir ces missions, la police des frontières constate et instruit les contraventions, procède à l'expertise judiciaire des documents, procède à des mesures d'investigation particulières. La police des frontières exerce ces fonctions dans les limites des frontières moldaves avec l'Ukraine et la Roumanie.
Les principes de base que suit la police des frontières sont : la légalité, l'impartialité, le respect des droits de l'homme, la transparence, la responsabilité personnelle et le professionnalisme. Le ministère de l'Intérieur exerce le contrôle et coordonne l'activité de la police des frontières ainsi que l'élaboration et la promotion de la politique étatique du service. Il signe de nombreux accords avec la police des frontières roumaine (en) et le service national des gardes-frontières d'Ukraine pour une coopération conjointe dans le maintien de l'ordre à leurs frontières ainsi qu'à la frontière entre la Transnistrie et la Moldavie.

## Organisation
Voici la structure officielle de la police des frontières moldave.

### Structure organisationnelle du service de police des frontières
- Direction
- Direction générale du contrôle aux frontières
- Division de la gestion des opérations générales
- Direction générale des ressources humaines
- Parquet
- Division des enquêtes spéciales
- Pratique légale et contraventionnelle
- Division de l'analyse des risques
- Direction de la documentation
- Direction de l'inspection
- Direction des politiques et de l'assistance
- Direction de la coopération internationale
- Logistique et approvisionnement
- Département de gestion
- Département d'économie et des finances
- Secrétariat (avec statut de gestion)
- Département d'audit interne
- Département des relations publiques

### Subdivisions subordonnées au Département de la police des frontières
- Direction régionale Nord
- Direction régionale Ouest
- Direction régionale Sud
- Direction régionale Est
- Direction régionale Centre
- Secteur de la police des frontières de l'aéroport international de Chisinau
- Musique de la police
- Centre d'excellence en sécurité frontalière

## Liste des directeurs généraux
- Général de brigade Vasile Calmoi[3] (11 janvier 1992 - 6 juin 2001)
- Général de brigade Igor Colenov (6 juin 2001 - 17 décembre 2009)
- Général de brigade Alexei Roibu (17 décembre 2009 - 8 avril 2011)
- Roman Revenco (8 avril 2011 - 29 août 2012)
- Dorin Purice (29 août 2012)
- Fredolin Lecari (depuis le 28 septembre 2016)